# Melittia houlberti
Melittia houlberti is een vlinder uit de familie wespvlinders (Sesiidae), onderfamilie Sesiinae.
Melittia houlberti is voor het eerst wetenschappelijk beschreven door Le Cerf in 1917. De soort komt voor in het Afrotropisch gebied.